# Ady László
Ady László (Nyárádszentbenedek, 1900. szeptember 16. – Magyarkapus, 1974. október 1.) magyar néprajzkutató, helytörténész.

## Életútja
Aradi, dicsőszentmártoni, székelyföldvári, majd magyarkapusi református lelkész. Gazdag magyarkapusi népdalgyűjteményét a kolozsvári Folklór Intézet őrzi. 1934-től munkatársa volt a Kiáltó Szó című lugosi folyóiratnak.

## Jelentősebb munkái
- Székelyföldvár múltja és jelene (Kolozsvár, 1929)
- A székelyföldvári református egyházközség története (Debreczeni László rajzaival, Torda, 1930)
- Magyarkapus helynevei (ETF 124, Kolozsvár, 1941)
- Nagykapus múltja és jelene Korunk, (1969/4)
- Szerkesztésében jelent meg: Kisbaconi Benedek Sándor feljegyzései (Kolozsvár, 1941)